# Dirba
Dirba là một thị xã và là một nagar panchayat của quận Sangrur thuộc bang Punjab, Ấn Độ.

## Địa lý
Dirba có vị trí 30°04′B 75°59′Đ / 30,07°B 75,98°Đ Nó có độ cao trung bình là 236 mét (774 feet).

## Nhân khẩu
Theo điều tra dân số năm 2001 của Ấn Độ, Dirba có dân số 13.073 người. Phái nam chiếm 54% tổng số dân và phái nữ chiếm 46%. Dirba có tỷ lệ 50% biết đọc biết viết, thấp hơn tỷ lệ trung bình toàn quốc là 59,5%: tỷ lệ cho phái nam là 54%, và tỷ lệ cho phái nữ là 46%. Tại Dirba, 13% dân số nhỏ hơn 6 tuổi.